# Zhao Jiping
Zhao Jiping (chinesisch 趙季平 / 赵季平, Pinyin Zhào Jìpíng; * August 1945 in Pingliang, Provinz Gansu, Republik China) ist ein chinesischer Komponist. Seine Familie kommt ursprünglich aus Shulu (heute: Xinji) in der Provinz Hebei. Bekannt geworden ist er durch seine Zusammenarbeit mit den Regisseuren der sogenannten Fünften Generation des chinesischen Kinos, allen voran Zhang Yimou und Chen Kaige. Zhao hat die Musiken für einige der bekanntesten Filme der beiden geschrieben, darunter Rotes Kornfeld, Rote Laterne, Lebewohl, meine Konkubine und Gelbe Erde.
Zhao wuchs in Xi’an auf, wo er auch  an der Musikakademie Komposition studierte. Er schloss das Studium 1970 ab. Seither arbeitet er als Komponist. Der Durchbruch kam für ihn, als Chen ihn 1983 einlud, die Musik für den Film Gelbe Erde zu schreiben. Neben Filmmusiken hat Zhao auch Orchesterwerke und Opern komponiert.

## Filmografie (Auswahl)
- 1984: Gelbe Erde (黄土地; Huáng tǔdì) – Regie: Chen Kaige
- 1985: Die große Militärparade (大阅兵; Dayuebing) – Regie: Chen Kaige
- 1986: Buddha’s Lock – Regie: Yan Hao (Yim Ho)
- 1987: Rotes Kornfeld (紅高粱 / 红高粱,  Hóng gāoliang) – Regie: Zhang Yimou
- 1990: Judou (菊豆) – Regie: Zhang Yimou
- 1990: Fünf Mädchen und ein Seil – Regie: Ye Hongwei (Hung-Wei Yeh)
- 1991: Rote Laterne (大紅燈籠高高掛 / 大红灯笼高高挂,  Dà hóngdēng lóng gāo gāo guà) – Regie: Zhang Yimou
- 1991: Heartstrings – Regie: Zhou Sun
- 1992: Die Geschichte der Qiu Ju (秋菊打官司,  Qiū Jú dá guān si) – Regie: Zhang Yimou
- 1993: Lebewohl, meine Konkubine (霸王别姬; Bawang bieji) – Regie: Chen Kaige
- 1994: Leben! (活着,  Huó zhe) – Regie: Zhang Yimou
- 1996: Verführerischer Mond (风月; Fengyue) – Regie: Chen Kaige
- 1998: Der Kaiser und sein Attentäter (荆轲刺秦王; Jing Ke Ke ci Qin wang) – Regie: Chen Kaige
- 1999: Breaking the Silence (漂亮妈妈 Piāoliàng māma) – Regie: Sun Zhou
- 2002: Pretty Big Feet – Regie: Yang Yazhou
- 2010: Konfuzius (孔子 Kǒng zǐ) – Regie: Hu Mei
- 2012: Bai lu yuan